# UWG Bonn
Die Unabhängige Wählergemeinschaft Bonn (auch: „Unabhängige Wähler Gemeinschaft Bonn“, „UWG-BONN“) war  eine Wählergruppe aus Bonn in Nordrhein-Westfalen.

## Stadtrat
Bei der Kommunalwahl 2004 erhielt die UWG Bonn 1,2 % der Stimmen und zog mit einem Stadtverordneten in das Bonner Stadtparlament ein. Seit der Kommunalwahl 2009 verfügt die UWG Bonn über keinen Mandatsträger mehr.

## Bezirksvertretungen
In den Bezirksvertretungen Bonn, Bad Godesberg, Beuel und Hardtberg ist die UWG Bonn nicht vertreten.

## Kommunalwahl 2009
Bei der Kommunalwahl 2009 trat die UWG Bonn bei der Stadtratswahl sowie bei den Wahlen zu allen vier Bezirksvertretungen der Stadt Bonn an. Mit Heide Baach stellte sich auch eine eigene Kandidatin für das Amt der Oberbürgermeisterin. Mit 657 Stimmen bzw. 0,51 % bei der Wahl zum Stadtrat verpasste die UWG den Wiedereinzug jedoch deutlich. Ähnlich erging es ihr bei der Wahl zu den Bezirksvertretungen, bei der sie mit 0,79 % ihr prozentual bestes Ergebnis im Stadtbezirk Hardtberg erzielen konnte. Heide Baach landete mit stadtweit 1018 Stimmen bzw. 0,79 % auf dem letzten Platz der sieben Bewerber um das Amt des Oberbürgermeisters und erhielt sogar weniger Stimmen als die Gesamtzahl der ungültig abgegebenen Stimmen (1.585 bzw. 1,21 %). Zum Bonner Oberbürgermeister wurde der SPD-Kandidat Jürgen Nimptsch gewählt.

## Politische Forderungen
Wie viele Wählergruppen lehnt die UWG den Fraktionszwang ab. Sie tritt für die Chancengleichheit von Parteien und Wählergemeinschaften ein und stellt sich gegen die Einschränkung der direkt-demokratischen Elemente. Sie lehnen die Bindung an „staatliche, weltanschauliche, parteiliche oder wirtschaftliche Interessengruppen“ ab.
Sie ist für kostenlose Kinderbetreuung und stärkere Beteiligung der Eltern bei den Schulen.
Die UWG Bonn stellt sich gegen die Vergrößerung der Kreise durch weitere Gebietsreformen und ist für den Ausbau der Autonomie der Kommunen.
Sie stellt sich gegen die Privatisierung von kommunalen Dienstleistungsbetrieben.
- Opferschutz vor Täterschutz
- Keine Einbürgerung von Kriminellen und Sozialhilfebeziehern
- Wiedereröffnung von stillgelegten Postfilialen
- Konsequente Bekämpfung der Straßenkriminalität
- Konsequentes Vorgehen gegen Vermüllung und Vandalismus
- Mehr Seniorenhilfe
- Bekämpfung des Sozialmissbrauchs
- Keine Müllabfuhr während des Berufsverkehrs
- Einrichtung von Kreisverkehren